# Maculinea major
Maculinea major är en fjärilsart som beskrevs av Charles Oberthür 1916. Maculinea major ingår i släktet Maculinea och familjen juvelvingar. Inga underarter finns listade i Catalogue of Life.